# Hebraizm
Hebraizm – wyraz, zwrot lub konstrukcja składniowa zapożyczona z języka hebrajskiego. 
Największa grupa hebraizmów związana jest z religią judaistyczną, np.: bar micwa, cadyk, Chanuka, chasydyzm, cheder, Gemara, goj, golem, Jahwe (JHWH), jesziwa, Jezus, Jom Kipur, kadisz, kabała, kahał, Karaim, koszer, maca, macewa, menora, Mesjasz, Midrasz, Miszna, mykwa, Pesach, Purim, Rosz Haszana, szabat (sobota), szames, szoa, Sukkot, szatan, Szawuot, talit, Talmud, Tora.